# Eleições estaduais no Ceará em 1962
As eleições estaduais no Ceará em 1962 ocorreram em 7 de outubro como parte das eleições em 22 estados e nos territórios federais do Amapá, Rondônia e Roraima. Foram eleitos o governador Virgílio Távora, o vice-governador Figueiredo Correia, além dos senadores Wilson Gonçalves e Carlos Jereissati, 21 deputados federais e 65 estaduais, na última eleição realizada antes do Regime Militar de 1964 com a ressalva que, graças a um calendário eleitoral flexível, onze estados elegeriam seus governadores em 1965, não sendo realizadas eleições no Distrito Federal e em Fernando de Noronha.
Nascido em Jaguaribe, o militar Virgílio Távora é sobrinho de Juarez Távora e entrou na Escola Militar do Realengo em 1938 chegando ao posto de coronel em 1960. Eleito deputado federal via UDN em 1950 e 1954, foi derrotado por Parsifal Barroso ao disputar o governo estadual em 1958. Embora pertencesse à UDN ocupou uma diretoria na Companhia Urbanizadora da Nova Capital e no conselho nacional do Serviço Social Rural no Governo Juscelino Kubitschek. No gabinete parlamentarista de Tancredo Neves no Governo João Goulart foi ministro dos Transportes, cargo que deixou para eleger-se governador do Ceará em 1962 num acordo que reuniu seu partido ao PSD, aliança inédita no estado.
Como parte desse acordo o PSD elegeu Figueiredo Correia para vice-governador. Agropecuarista nascido em Várzea Alegre, ele é advogado pela Universidade Federal do Ceará. Eleito deputado estadual em 1947, 1950, 1954 e 1958, afastando-se do mandato para assumir a Secretaria de Educação no governo Parsifal Barroso.
Na eleição para senador o mais votado foi o advogado Wilson Gonçalves. Paraibano de Cajazeiras, ele se formou pela Universidade Federal do Ceará em 1937 e trabalhou no Ceará, Paraíba e Pernambuco até chegar à prefeitura do Crato em 1943 a convite do interventor Menezes Pimentel. Eleito deputado estadual pelo PSD em 1947, 1950 e 1954, venceu a eleição para vice-governador em 1958 na chapa de Parsifal Barroso e agora tornou-se senador.
A segunda vaga em disputa coube ao empresário Carlos Jereissati. Descendente de libaneses, ele nasceu em Fortaleza e fez carreira política no PTB vencendo as eleições para deputado federal em 1954 e 1958 e senador em 1962, embora tenha falecido no curso do mandato.

## Resultado da eleição para governador
Conforme o acervo do Tribunal Regional Eleitoral do Ceará.
| Candidatos a governador do estado | Candidatos a vice-governador | Número | Coligação                        | Votação | Percentual |
| --------------------------------- | ---------------------------- | ------ | -------------------------------- | ------- | ---------- |
| Virgílio Távora UDN               | Figueiredo Correia PSD       | -      | União pelo Ceará (UDN, PSD, PTN) | 371.466 | 69,33%     |
| Adail Cavalcanti PTB              | Fausto Cabral PTB            | -      | PTB, PDC                         | 164.295 | 30,67%     |

## Resultado da eleição para senador
Dados fornecidos pelo Tribunal Regional Eleitoral do Ceará.
| Candidatos a senador da República | Primeiro suplente de senador   | Número | Coligação                        | Votação | Percentual |
| --------------------------------- | ------------------------------ | ------ | -------------------------------- | ------- | ---------- |
| Wilson Gonçalves PSD              | Vicente Ferrer PSD             | -      | União pelo Ceará (UDN, PSD, PTN) | 303.955 | 34,60%     |
| Carlos Jereissati PTB             | Antônio Jucá PTB               | -      | PTB, PDC                         | 230.333 | 26,22%     |
| Tancredo de Alcântara PSD         | José Gerardo Frota Parente PSD | -      | União pelo Ceará (UDN, PSD, PTN) | 223.056 | 25,40%     |
| Olavo Oliveira PTB                | Manoel Lourenço dos Santos PTB | -      | PTB, PDC                         | 121.068 | 13,78%     |

## Deputados federais eleitos
São relacionados os candidatos eleitos com informações complementares da Câmara dos Deputados.

Representação eleita
  PSD: 9
  UDN: 6
  PTB: 4
  PTN: 1
  PST: 1

Fonteː
| Deputados federais eleitos | Partido | Votação | Percentual | Cidade onde nasceu | Unidade federativa |
| Paulo Sarasate             | UDN     | 43.892  |            | Fortaleza          | Ceará              |
| Expedito Machado           | PSD     | 27.647  |            | Crateús            | Ceará              |
| Padre Palhano              | PSD     | 26.207  |            | Sobral             | Ceará              |
| Martins Rodrigues          | PSD     | 25.908  |            | Quixadá            | Ceará              |
| Antônio Jucá               | PTB     | 25.302  |            | Crateús            | Ceará              |
| Marcelo Sanford            | PTN     | 25.140  |            | Sobral             | Ceará              |
| Dias Macedo                | PSD     | 24.885  |            | Camocim            | Ceará              |
| Moisés Pimentel            | PTB     | 23.875  |            | Crateús            | Ceará              |
| Audízio Pinheiro           | PSD     | 22.150  |            | Fortaleza          | Ceará              |
| Paes de Andrade            | PSD     | 21.767  |            | Mombaça            | Ceará              |
| Furtado Leite              | UDN     | 19.653  |            | Santana do Cariri  | Ceará              |
| Ossian Araripe             | UDN     | 19.275  |            | Crato              | Ceará              |
| Osires Pontes              | PSD     | 18.374  |            | Massapê            | Ceará              |
| Armando Falcão             | PSD     | 18.127  |            | Fortaleza          | Ceará              |
| Adail Cavalcanti           | PTB     | 18.089  |            | Iguatu             | Ceará              |
| Wilson Roriz               | PSD     | 17.269  |            | Jardim             | Ceará              |
| Edilson Távora             | UDN     | 15.954  |            | Iguatu             | Ceará              |
| Raul Carneiro              | PTB     | 14.609  |            | Fortaleza          | Ceará              |
| Leão Sampaio               | UDN     | 13.777  |            | Barbalha           | Ceará              |
| Esmerino Arruda            | PST     | 13.718  |            | Granja             | Ceará              |
| Costa Lima                 | UDN     | 12.919  |            | Aracati            | Ceará              |

## Deputados estaduais eleitos
A Assembleia Legislativa do Ceará recebeu 65 representantes.

Representação eleita
  PSD: 19
  UDN: 14
  PTN: 9
  PTB: 9
  PSP: 5
  PST: 4
  PRP: 3
  PDC: 2

Fonteː
| Deputados estaduais eleitos    | Partido | Votação | Percentual | Cidade onde nasceu   | Unidade federativa |
| Mauro Benevides                | PSD     | 10.834  |            | Fortaleza            | Ceará              |
| Hugo de Gouveia Soares Pereira | PSD     | 9.125   |            | Araripe              | Ceará              |
| Adauto Bezerra                 | UDN     | 8.364   |            | Juazeiro do Norte    | Ceará              |
| Diógenes Nogueira              | PSD     | 7.990   |            | Jaguaribe            | Ceará              |
| Gomes da Silva                 | PSD     | 7.747   |            | Uruburetama          | Ceará              |
| Ernani Viana                   | PSD     | 7.468   |            | Caucaia              | Ceará              |
| Joel Marques                   | PSD     | 7.236   |            | Tauá                 | Ceará              |
| Manuel de Castro               | UDN     | 7.203   |            | Morada Nova          | Ceará              |
| Guilherme Gouveia              | UDN     | 6.962   |            | Granja               | Ceará              |
| Murilo Aguiar                  | PSD     | 6.855   |            | Camocim              | Ceará              |
| Manuel Rodrigues               | UDN     | 6.695   |            | Cariré               | Ceará              |
| José Corrêa Pinto              | PSD     | 6.504   |            | Fortaleza            | Ceará              |
| Castelo de Castro              | PSD     | 6.422   |            | Mombaça              | Ceará              |
| Haroldo Sanford                | PTN     | 6.316   |            | Camocim              | Ceará              |
| João Batista de Aguiar         | PSD     | 6.039   |            | Massapê              | Ceará              |
| Aniceto Rocha                  | PTN     | 5.979   |            | Uruoca               | Ceará              |
| Eudásio Barroso                | PTB     | 5.959   |            | Itapipoca            | Ceará              |
| Oriel Mota                     | PTB     | 5.950   |            | Iguatu               | Ceará              |
| Erasmo Rodovalho de Alencar    | PTB     | 5.903   |            | Catolé do Rocha      | Paraíba            |
| José Mário Barbosa             | UDN     | 5.839   |            | Maranguape           | Ceará              |
| Ésio Pinheiro                  | PSD     | 5.699   |            | Jaguaribe            | Ceará              |
| José Pontes Neto               | PSP     | 5.690   |            | Massapê              | Ceará              |
| Haroldo Martins                | PTN     | 5.580   |            | Santa Quitéria       | Ceará              |
| Franklin Chaves                | PSD     | 5.528   |            | Fortaleza            | Ceará              |
| Almir Pinto                    | PSD     | 5.470   |            | Lavras da Mangabeira | Ceará              |
| Rigoberto Romero               | PTN     | 5.364   |            | Itapipoca            | Ceará              |
| Figueiredo Correia             | PSD     | 5.347   |            | Várzea Alegre        | Ceará              |
| Quintílio Teixeira             | UDN     | 5.315   |            | Icó                  | Ceará              |
| Filemon Teles                  | UDN     | 5.310   |            | Crato                | Ceará              |
| Cândido Ribeiro Neto           | PSD     | 5.201   |            | Aurora               | Ceará              |
| Themístocles de Castro e Silva | PTN     | 5.183   |            | Canindé              | Ceará              |
| Aldenor Nunes Freire           | PTB     | 5.171   |            | Belém                | Pará               |
| João Frederico                 | UDN     | 5.107   |            | Sobral               | Ceará              |
| Obi Diniz                      | PTN     | 5.072   |            | Cedro                | Ceará              |
| Cincinato Furtado Leite        | UDN     | 5.040   |            | Santana do Cariri    | Ceará              |
| Raimundo Ximenes               | PST     | 4.966   |            | Fortaleza            | Ceará              |
| Antônio Diniz                  | UDN     | 4.923   |            | Várzea Alegre        | Ceará              |
| Stênio Dantas                  | PSD     | 4.834   |            | Missão Velha         | Ceará              |
| Raimundo Ivan                  | PSP     | 4.773   |            | Fortaleza            | Ceará              |
| Plácido Castelo                | PSP     | 4.750   |            | Mombaça              | Ceará              |
| José Simões dos Santos         | PTB     | 4.743   |            | Russas               | Ceará              |
| Custódio de Azevedo            | PSD     | 4.701   |            | Sobral               | Ceará              |
| Samuel Lins                    | PSP     | 4.699   |            | Crateús              | Ceará              |
| Melo Arruda                    | PSD     | 4.696   |            | Massapê              | Ceará              |
| Firmo de Aguiar                | PTB     | 4.673   |            | Massapê              | Ceará              |
| José Napoleão                  | UDN     | 4.572   |            | Brejo Santo          | Ceará              |
| Gilberto Sampaio               | UDN     | 4.570   |            | Jardim               | Ceará              |
| Barros dos Santos              | UDN     | 4.568   |            | Itapiúna             | Ceará              |
| Jorge de Abreu                 | PTN     | 4.566   |            | Jucás                | Ceará              |
| Dorian Sampaio                 | PSD     | 4.502   |            | Rio de Janeiro       | Rio de Janeiro     |
| Edson da Mota Corrêa           | UDN     | 4.464   |            | Caucaia              | Ceará              |
| Mozart Gomes de Lima           | PSP     | 4.459   |            | Crato                | Ceará              |
| Vasconcelos de Arruda          | PTB     | 4.417   |            | Massapê              | Ceará              |
| Chagas Vasconcelos             | PTN     | 4.212   |            | Santana do Acaraú    | Ceará              |
| Antônio Castro                 | PTB     | 4.159   |            | Acarape              | Ceará              |
| Abelardo Costa Lima            | PTN     | 4.043   |            | Aracati              | Ceará              |
| Francisco Alves Sobrinho       | PDC     | 3.982   |            | Acopiara             | Ceará              |
| Sabino Cavalcante              | PTB     | 3.926   |            | Pedra Branca         | Ceará              |
| Blanchard Girão                | PST     | 3.789   |            | Acaraú               | Ceará              |
| Fiúza Gomes                    | PST     | 3.747   |            | Caucaia              | Ceará              |
| Aécio de Borba                 | PST     | 3.653   |            | Fortaleza            | Ceará              |
| Amadeu Arraes                  | PDC     | 3.542   |            | Campos Sales         | Ceará              |
| Lourival Banhos                | PRP     | 3.078   |            | Fortaleza            | Ceará              |
| Epitácio Cruz                  | PRP     | 2.924   |            | Jardim               | Ceará              |
| Irapuan Pinheiro               | PRP     | 2.470   |            | Solonópole           | Ceará              |